# Real (hipermarket)
Real a fost un lanț de hipermarketuri din Germania. În februarie 2020, Metro. a vândut hypermarketurile Real din Germania unui consorțiu germano-rus. 
În anul 2006, compania Metro, a cumpărat cele 85 de magazine Wal-Mart din Germania și le-a redenumit Real, adăugându-le la cele 550 supermarketuri și hipermarketuri pe care le deținea deja. Tot în 2006, Metro a cumpărat și lanțul de hipermarketuri Geant din Polonia deținut de retailerul francez Groupe Casino cu suma de 225 milioane euro.
Metro a deschis primul hipermarket Real în România, în martie 2006, în Timișoara, ajungând în 2010 la 25 de hipermarketuri. Investițiile totale realizate în România au fost de 550 de milioane euro. În 2012 a fost închis un magazin, iar 20 din cele 24 au fost vândute către Auchan. În tranzacție au fost incluse și hipermarketurile Real din Polonia și Rusia și Ucraina pentru 1,1 miliarde euro. În 2014 Metro a vândut cele 12 hipermarketuri din Turcia.
În 2017, Metro a vândut cele 4 hipermarketuri rămase în România, cele din Constanța și Suceava au fost cumpărate de Jumbo, iar cele din Arad și Oradea au fost cumpărate de Terazone Enterprises, și au continuat să funcționeze până în 2020 când au fost redenumite Remarkt.